# Incheon
Incheon (også Inchon; koreansk: 인천) er en af Sydkoreas vigtigste havnebyer og ligger ved kysten vest for hovedstaden Seoul. Den har 2,7 millioner indbyggere (pr. 2009) og er Sydkoreas tredjestørste by. Byen indregnes undertiden i Storseoulområdet. Metroerne i Seoul og Incheon er forbundne, men de to byer er adskilte administrative områder.
I 1950 under Koreakrigen var Incheon mål for et vigtigt angreb fra FN og Sydkorea.
Seouls største lufthavn, Incheon International Airport, ligger i Incheon.

## Administrativ inddeling
Incheon er opdelt i otte bydele ("gu") og 2 amter ("gun").
- Bupyeong-gu (부평구; 富平區)
- Dong-gu (동구; 東區)
- Gyeyang-gu (계양구; 桂陽區)
- Jung-gu (중구; 中區)
- Namdong-gu (남동구; 南洞區)
- Seo-gu (서구; 西區)
- Nam-gu (남구; 南區)
- Yeonsu-gu (연수구; 延壽區)
- Ganghwa-gun (강화군; 江華郡)
- Ongjin-gun (옹진군; 甕津郡)